# 素賀国造
素賀国造（すがのくにみやつこ/すかのくにのみやつこ/そがのくにのみやつこ・すがこくぞう/すかこくぞう/そがこくぞう）は素賀国（遠江国東部）を支配した国造。

## 概要

### 表記
『先代旧事本紀』「国造本紀」に素賀国造とある。

### 祖先
- 『先代旧事本紀』「国造本紀」によると、美志印命（うましいにのみこと、みしいにのみこと）が、神武天皇が天下を平定した時に従ったため国造に任じられたとされる[1]。
- 美志印命を饒速日命の後とする説もある[2]。

### 氏族
姓氏共に不明である。

## 本拠
国造の本拠はのちの遠江国佐野郡の曽我で、現在の静岡県掛川市曽我とする説がある。また掛川市大須賀町や横須賀との関連も考えられる。なお、曽我の地名は『和名類聚抄』などの史料には見えないが、早くに領域が消滅したために、その名称を僅かに一邑名に残すにとどまるとする説がある。

### 支配領域
素賀国造の支配領域は当時素賀国と呼ばれていた地域であり、後の佐野郡（掛川市）一帯を支配していたとする説がある。また、隣の山名郡久努村を久努国造の本拠とされる。しかし、もともと山名郡は養老6年（722年）に佐益郡（佐野郡、佐夜郡）から8郷を割いて設置したとされ、これに従えば本来久努国造の領域は山名郡と佐野郡の両郡一帯であったことになる。これについて、和田岡古墳群を久努国造の墓と見て、その南に造営された首長墓系譜を久奴直・佐夜直に連なる素賀国造の祖先の系譜と見る説がある。この説では、佐野郡・城飼郡を管掌する素賀国造の祖先が和田岡古墳群勢力の増大に対抗して、大和王権内で拡充しつつあった蘇我氏と結びつきを強めたとしている。また、遠淡海国造や久努国造と同じ物部氏系でも新興勢力であったため、その血統を古く見せるために物部氏の系譜にない神武朝の美志印命を創出したとしている。
一方、城飼郡と榛原郡に関しては国造の比定がなされておらず、城飼郡には4世紀築造の前方後円墳も存在しており、菊川流域を素賀国の候補地とする説がある。城飼郡の式内社には国造の祖神を祀る比奈多乃神社もある。

## 氏神
不明。

### 関連神社
- 高天神社（たかてんじんじゃ）
静岡県掛川市下土方に鎮座する神社で、国造の祖神である天菩毘命と高皇産霊尊を祀る。遠江国式内社の比奈多乃神社の論社。
- 比奈多乃神社（ひなたのじんじゃ）
静岡県掛川市上土方に鎮座する神社で、国造の祖神である建比良鳥命を祀る。遠江国式内社の比奈多乃神社の論社。
- 淡海國玉神社（おうみくにたまじんじゃ）
静岡県磐田市見付に鎮座する神社で、古くは遠江国淡海石井神と称された。イハヰ神の名は同族の伊勢津彦の東遷先である武蔵国に多いイハヰ神・イハヒ神（磐井神社、伊波比神社）に通じるという見方がある[7]。

### 墓
- 上平川大塚古墳（かみひらかわおおつかこふん）
静岡県菊川市上平川に存在した全長20mの前方後円墳で、削平前の調査では近年の盛り土とされるが、かつては朱に混じって三角縁神獣鏡含む銅鏡3面、勾玉、管玉各3点、鉄剣片などが出土した。4世紀後半の築造。『清水市史』の「国造の支配範囲想定図」では素賀国の古墳として大塚古墳を挙げている[6]。
- 上平川2号墳（かみひらかわにごうふん）
静岡県菊川市上平川に存在した全長24mの前方後円墳で、埴輪が出土したとされる。